# Leon Wiener
Leo Wiener (ur. 26 lipca 1862 w Białymstoku, zm. 12 grudnia 1939 w Belmont) – historyk, lingwista, tłumacz, pisarz polsko-żydowskiego pochodzenia.

## Życiorys
Urodził się w rodzinie Salomona i Fredy Wienerów. Jego ojciec, za namową Salomona Rabinowicza przeprowadził w 1895 roku się z Królewca do Białegostoku. Tutaj otworzył szkołę z niemieckim językiem wykładowym. Pracował także dla lokalnych niemieckich firm komercyjnych. Wienerowie mieli sześcioro dzieci. Ojciec po pewnym czasie porzucił rodzinę. Leo był zdolnym uczniem, dość szybko przyswoił sobie niemiecki, jidysz, hebrajski, francuski i rosyjski. Początkowo uczył się w domu, w wieku lat dziesięciu zdał wymagane egzaminy i rok później rozpoczął naukę w gimnazjum w Mińsku, gdzie uczył się łaciny, greki i niemieckich dialektów. Gdy miał 11 lat rodzina przeniosła się do Warszawy. Tutaj podjął naukę w gimnazjum.
W 1880 Leo Wiener po ukończeniu gimnazjum podjął studia medyczne na Uniwersytecie Warszawskim, następnie przeniósł się na inżynierię w Berlinie. Niezadowolony z filistyńskiej i militarystycznej atmosfery panującej w Berlinie, wraz z kolegami wpadł na pomysł utworzenia utopijnej wspólnoty wegeteriańsko-humanitarno-socjalistycznej w duchu Lwa Tołstoja w tropikach Belize w Ameryce Środkowej. Gdy po roku plany grupy się nieskrystalizowany, postanowił sam udać się w podróż. W lutym 1882 roku przez Hamburg, Liverpool dotarł do Nowego Orleanu. Z braku środków zmuszony był przerwać podróż i pozostać w Stanach Zjednoczonych. Imał się różnych zajęć, sadził orzeszki ziemne i melony na farmie, był sprzątaczem w sklepie z pasmanterią i domokrążnym sprzedawcą mydła, zmieniał miejsca pobytu.
Osiadł w Kansas City, otrzymał w 1883 roku posadę nauczyciela w Odessie w stanie Missouri, uczył niemieckiego, francuskiego, łaciny, greki, matematyki i prawodawstwa rządu obywatelskiego. Dwa lata później podjął pracę w gimnazjum w Kansas City. Został członkiem miejscowego Towarzystwa Filozoficznego. W 1892 roku został zaangażowany jako Profesor Języków Germańskich i Romańskich na Uniwersytecie Missouri w Columbii.
W 1893 roku poślubił Berthę Kahn, córkę właściciela domu towarowego w St. Joseph. W roku 1894 urodził się syn Norbert Wiener, twórca pojęcia cybernetyka, autor fundamentalnej pracy naukowej Cybernetics or Control and Communication in the Animal and the Machine (New York 1948), wydanej po polsku jako Cybernetyka, czyli sterowanie i komunikacja w zwierzęciu i maszynie (PWN, Warszawa 1971).
W 1895 roku z powodu podziału Wydział Języków Nowożytnych i braku etatów stracił pracę na uniwersytecie. W Bostonie pracował dorywczo jako nauczyciel języków nowożytnych w New England Conservatory of Music oraz tłumacz serbskich ballad dla Francisa Childa, profesora anglistyki na Harvardzie. Z polecenia Childa został zatrudniony w 1896 roku jako pierwszy wykładowca rosyjskiego, polskiego i staro-cerkiewno-słowiańskiego na Harvardzie.
Oficjalnie nie posiadał stopnia naukowego. W roku 1901 otrzymał tytuł Assistant Professor, a w roku 1911 został pierwszym utytułowanym profesorem slawistyki w Stanach Zjednoczonych. Swoją pracę na Harvardzie zakończył w 1930 roku. Zmarł 12 grudnia 1939 roku w Belmont w Massachussetts w wieku siedemdziesięciu siedmiu lat.

## Publikacje
- Songs from the Ghetto, tłumaczenie Lider-bukh (Księga pieśni) Morrisa Rosenfelda
- The History of Yiddish Literature in the Nineteenth Century (1899)
- The Popular Poetry of the Russian Jews (1899)
- Anthology of Russian Literature from the Earliest Period to the Present (1902–1903)
- The Complete Works of Tolstoy (1904–1905)
- An Interpretation of the Russian People, a w 1924 ogłosił The Contemporary Drama of Russia (1915)
- Commentary to the Germanic Laws and Medieval Documents (1915)
- Contributions toward a History of Arabico-Gothic Culture (1917)
- Mayan and Mexican Origins (1926)
- Africa and the Discovery of America (1920–1922)